# 赫拉迪夫卡 (利維夫州)

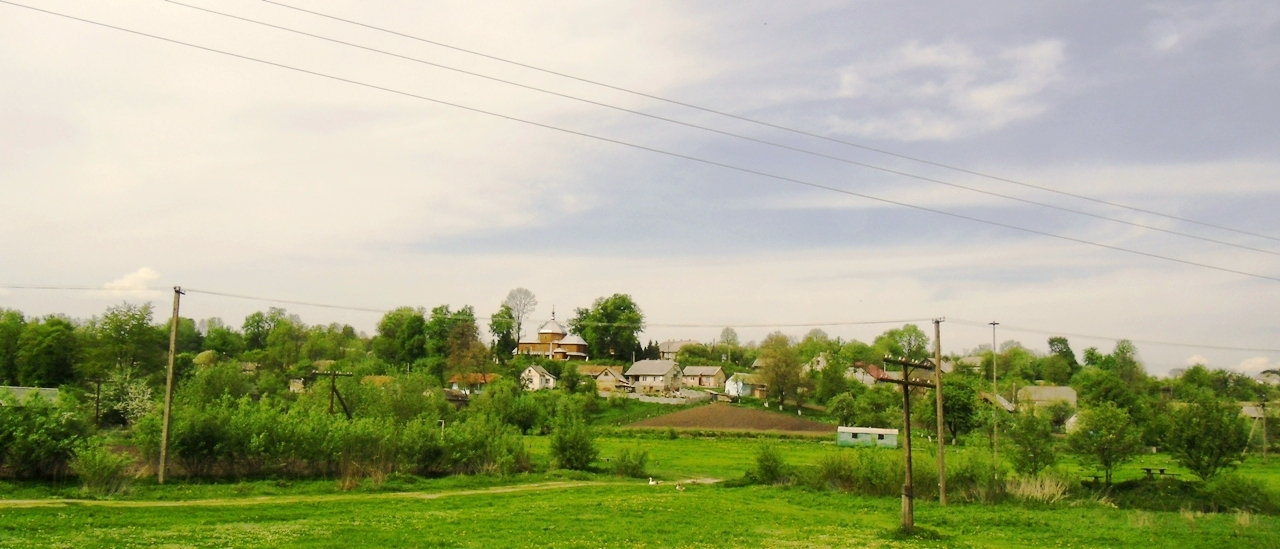

赫拉迪夫卡（羅馬化：Hradivka）是烏克蘭的村落，位於該國西部利沃夫州，由利維夫區負責管轄，始建於1426年，面積13.77平方公里，海拔高度299米，2016年人口1,433，人口密度每平方公里110.68人。